# Hakken
Hakken, znany także jako Hakkuh – rodzaj tańca pochodzący z holenderskiej sceny hardcore. Powstał w latach 90, wraz z samym nurtem gabber. Używany jest do tańczenia głównie muzyki gabber, happy hardcore, nu style gabber, jak i czasami również hardstyle. Sam taniec polega na rytmicznych wymachach ramion i nóg. Nazwa pochodzi od holenderskiego czasownika Hakken, a oznacza to siekanie, hakowanie, co odnosi się do ruchu nóg podczas tańczenia.
Istnieją dwa style tańca Hakken – Oldschool i Nu style.